# Bondo! Bondo!
Bondo! Bondo! è il quarto studio-album del gruppo italiano Bandabardò pubblicato per la Danny Rose nel 2002.

## Tracce
1. Riassunto – 1:59
2. Sette sono i re – 3:52
3. 1, 2, 3 stella – 4:35
4. Il principiante – 3:35
5. Les plus belles filles – 4:04
6. Non sarai mai – 3:06
7. Il treno della luna – 4:33
8. Fine delle danze – 4:53
9. Gomez – 4:06
10. Pinto Stefano – 3:37
11. Passerà la notte – 3:57
12. Rumore di fondo – 3:33
13. Fortuna – 7:43

## Formazione

### Gruppo
- Erriquez - voce, chitarra acustica, produzione
- Finaz - chitarra solista, cori
- Don Bachi - basso, contrabbasso
- Orla - chitarra dì abbellimento
- Nuto - batteria

### Produzione
- Cantax - preproduzione, suoni
- Moka Tommasini - registrazioni
- Gianluca Vaccaro - missaggi

### Collaborazioni
- Paolino - batteria in 1, 3, 13
- Max Gazzè - voce e arrangiamenti in 2,10, basso in 10
- Stefano Bollani - pianoforte e fisarmonica
- Stefano Scalzi - trombone
- Luca Marianini - tromba e flicorno

### Copertina
- Gianluca Giannone - foto ed elaborazioni
- Bula BuLà - grafica

## Classifiche
| Classifica | Posizione massima |
| ---------- | ----------------- |
| Italia     | 10                |